# Baccalauréat professionnel - Métiers de l'électricité et de ses environnements connectés
Pour un article plus général, voir Baccalauréat professionnel.
Le baccalauréat professionnel Métiers de l'électricité et de ses environnements connectés (MELEC) est un baccalauréat professionnel préparé dans les lycées professionnels et dans les CFA. 
Avant la rentrée 2016, il s'intitulait baccalauréat professionnel en électrotechnique, énergie, équipements communicants (ELEEC).

## Public visé
La formation s'adresse principalement :
- soit aux élèves sortant de classe de troisième,
- soit aux titulaires d'un CAP Préparation et réalisation d'ouvrages électriques,
- soit aux élèves sortant de seconde générale.

## Contenu de la formation
Ce baccalauréat est constitué d'un tronc commun à tous les baccalauréats professionnels pour les matières générales et de cours spécialisés à la série choisie (cours de technique). Il combine la théorie à la pratique, à forte dominance théorique.
Dominantes : électrotechnique, automatisme, mathématiques, physique, mécanique, informatique industrielle.

## Conditions d'obtention du diplôme
Avec une moyenne supérieure ou égale à 10 sur 20, un élève obtient son baccalauréat.
Avec une moyenne comprise entre 8 et 10, le dossier d'un élève est « ouvert » : selon les appréciations des professeurs, un comité choisit :
- soit de lui faire passer un oral de rattrapage,
- soit de l'autoriser à redoubler sa terminale, si son dossier n'est pas concluant.

Avec une moyenne inférieure à 8 sur 20, un élève n'obtient pas son diplôme, et n'est, a priori, pas autorisé à redoubler, sauf circonstances exceptionnelles. Il est alors réorienté vers une autre formation de son établissement. A défaut, il doit quitter son établissement.[réf. nécessaire]

## Poursuites d'études
Le bac pro ELEEC a pour premier objectif l'insertion professionnelle. Toutefois, avec un très bon dossier ou une mention à l'examen, une poursuite d'études est envisageable.

### Formations complémentaires

#### Certificats de spécialisation
Le bac pro ELEEC peut-être complété par un certificat de spécialisation (CS), tels que :
- CS Technicien ascensoriste (service et modernisation)
- CS Technicien en réseaux électriques.

#### Formation complémentaire d'initiative locale
Le bac pro ELEEC peut-être complété par une formation complémentaire d'initiative locale (FCIL).

### Sections de technicien supérieur

#### Brevet de technicien supérieur
Le bac pro ELEEC peut donner accès à certains BTS, tels que :
- BTS Électrotechnique
- BTS Maintenance des systèmes, option A (systèmes de production)
- BTS Conception et réalisation de systèmes automatiques (CRSA)
- BTS Assistance technique d'ingénieur (ATI)
- BTS Fluides énergies domotique, option domotique et bâtiments communicants
- BTS Contrôle industriel et régulation automatique (CIRA)
- BTS Technico-commercial (TC)

#### Bachelor universitaire de technologie
Le bac pro ELEEC peut donner accès à certains BUT, tel que :
- BUT Génie électrique et informatique industrielle (GEII)

### Études d'ingénieur
Classe préparatoire aux grandes écoles
une CPGE ATS en 1 an est possible après un BTS ou un BUT.
Des études plus longues comme un diplôme d'ingénieur (5 ans). Exemple : licence en génie électrique, génie des procédés ; licence en électronique, électrotechnique, automatique ; licence professionnelle en mécanique, technique aéronautique et spatiales.

## Métiers visés
- Électricien installateur
- Domoticien
- Assistant bureau d’étude
- Électricien dans le domaine des armées
- Agent de maintenance électrique
- Technicien de maintenance aéronautique